# Associazione Calcio Fiorentina 1998-1999
Questa voce raccoglie le informazioni riguardanti l'Associazione Calcio Fiorentina nelle competizioni ufficiali della stagione 1998-1999.

## Stagione

Il nuovo allenatore Trapattoni accolto al Franchi dai supporter.

L'estate 1998 segnò una rivoluzione in casa fiorentina, con l'ingaggio di Trapattoni dopo i successi raccolti alla guida del Bayern Monaco. Ad arricchire la rosa giunse il difensore Řepka, mentre Morfeo venne ceduto al Milan. In attacco furono invece confermati Batistuta ed Edmundo, con l'argentino che alla terza giornata di campionato siglò una decisiva tripletta sul campo dei rossoneri.
Issatasi al comando una settimana più tardi, la squadra perse temporaneamente il primato a favore della Juventus: in Coppa UEFA fu invece eliminata dal Grasshopphers dopo che nella gara di ritorno, disputata a Salerno, un tifoso salernitano, lanciò una bomba-carta sul terreno di gioco ferendo il quarto uomo. Dopo l'individuazione dei responsabili, l'UEFA inflisse ai viola la sconfitta a tavolino per 3-0 che determinò l'uscita dalla competizione. La Fiorentina poté comunque consolarsi col recupero della vetta in campionato, consolidata nelle settimane a venire. Il 17 gennaio 1999, a conclusione della fase d'andata, i toscani incamerarono il titolo di metà stagione.
Nel mese di febbraio la compagine gigliata accusò un calo, del quale trasse giovamento la Lazio che superò i viola al comando. La corsa per il titolo si circoscrisse quindi ai biancocelesti ed al rigenerato Milan di Zaccheroni, con i toscani che ripiegarono sulla Coppa Italia: approdati alla finale dopo aver eliminato Padova, Lecce, Atalanta e Bologna, si arresero però al Parma di Malesani per il maggior numero di gol subìti fuori casa. Gli stessi ducali concorsero – sul fronte del campionato – con la Fiorentina per l'accesso alla Champions League: dal canto viola, il pareggio casalingo contro la Lazio della penultima giornata consentì ai rossoneri di compiere il sorpasso in classifica. Una settimana dopo, toccò ai romani sconfiggere il Parma: un 1-1 a Cagliari valse il punto di margine sugli emiliani, con il terzo posto finale e l'ammissione ai preliminari del torneo.

## Divise e sponsor

Da sinistra: Edmundo, il capitano gigliato Batistuta, il neoacquisto stagionale Torricelli e Rui Costa durante la finale di andata della Coppa Italia sul campo di Parma, con indosso la seconda divisa bianca.

Lo sponsor tecnico per la stagione 1998-1999 fu Fila, mentre lo sponsor ufficiale fu Nintendo.
Piccole modifiche per la divisa viola rispetto alla stagione precedente: al posto della fantasia gialla lungo le braccia, fu introdotta una banda bianca. Simile template venne adottato anche per la seconda divisa, da tradizione a tinte inverse, e per la terza, un completo rosso con dettagli bianchi.
| Casa | Trasferta | Terza divisa |

## Organigramma societario
Area direttiva
- Presidente: Vittorio Cecchi Gori
- Presidente onorario: Valeria Cecchi Gori
- Vice Presidente: Ugo Poggi
- Amministratore delegato: Luciano Luna
- Direttore Generale: Giancarlo Antognoni
- Segretario amministrativo: Stefano Mannetti

Area organizzativa
- Segretario generale: Raffaele Righetti
- Team manager: Roberto Giacchetti

Area comunicazione
- Ufficio Stampa: Vincenzo Maciletti

Area marketing
- Ufficio marketing: Franco Sellitto

Area tecnica
- Direttore sportivo: Nello Governato
- Allenatore: Giovanni Trapattoni

## Rosa
| N. |                       | Ruolo | Calciatore                   |
| -- | --------------------- | ----- | ---------------------------- |
| 1  | Italia (bandiera)     | P     | Francesco Toldo              |
| 2  | Rep. Ceca (bandiera)  | D     | Tomáš Řepka                  |
| 3  | Italia (bandiera)     | D     | Moreno Torricelli            |
| 4  | Italia (bandiera)     | D     | Stefano Bettarini            |
| 5  | Italia (bandiera)     | D     | Pasquale Padalino            |
| 6  | Italia (bandiera)     | D     | Aldo Firicano                |
| 7  | Spagna (bandiera)     | C     | Guillermo Amor               |
| 8  | Italia (bandiera)     | C     | Emiliano Bigica              |
| 9  | Argentina (bandiera)  | A     | Gabriel Batistuta (capitano) |
| 10 | Portogallo (bandiera) | C     | Manuel Rui Costa             |
| 11 | Brasile (bandiera)    | A     | Edmundo                      |
| 12 | Italia (bandiera)     | P     | Alessandro Zandonà           |
| 14 | Italia (bandiera)     | C     | Sandro Cois                  |
| 15 | Italia (bandiera)     | D     | Roberto Mirri                |
| 16 | Italia (bandiera)     | A     | Carmine Esposito             |
| 17 | Germania (bandiera)   | C     | Jörg Heinrich                |
| 18 | Italia (bandiera)     | A     | Francesco Flachi             |
| 19 | Italia (bandiera)     | D     | Giulio Falcone               |

| N. |                   | Ruolo | Calciatore           |
| -- | ----------------- | ----- | -------------------- |
| 23 | Italia (bandiera) | A     | Anselmo Robbiati     |
| 24 | Italia (bandiera) | C     | Christian Amoroso    |
| 25 | Belgio (bandiera) | A     | Luís Oliveira        |
| 27 | Italia (bandiera) | D     | Andrea Tarozzi       |
| 36 | Italia (bandiera) | C     | Fabrizio Ficini      |
| 20 | Italia (bandiera) | C     | Domenico Morfeo      |
| 22 | Italia (bandiera) | P     | Gianmatteo Mareggini |
|    | Italia (bandiera) | P     | Giacomo Dondoli      |
| 35 | Italia (bandiera) | P     | Giacomo Puntelli     |
|    | Italia (bandiera) | D     | Giacomo Bonora       |
| 13 | Italia (bandiera) | D     | Lorenzo Collacchioni |
| 32 | Italia (bandiera) | C     | Carlo Carta          |
|    | Italia (bandiera) | C     | Simone Pelanti       |
| 26 | Italia (bandiera) | C     | Danilo Stefani       |
|    | Italia (bandiera) | C     | Alessandro Tagli     |
|    | Italia (bandiera) | A     | Fabio Del Prete      |
|    | Italia (bandiera) | A     | Francesco Tavano     |
| 37 | Grecia (bandiera) | C     | Georgios Vakouftsis  |

## Risultati

### Serie A

#### Girone di andata
| Arbitro: | Trentalange (Torino) |

|                            |           |  |
| Rui Costa 5’ Batistuta 60’ | Marcatori |  |

| Arbitro: | Cesari (Genova) |

|                     |           |                           |
| Padalino 67’ (aut.) | Marcatori | 1’ Batistuta 71’ Oliveira |

| Arbitro: | Braschi (Prato) |

|                     |           |                        |
| Bierhoff 70’ (rig.) | Marcatori | 6’, 46’, 52’ Batistuta |

| Arbitro: | Braschi (Prato) |

|               |           |  |
| Edmundo 90+2’ | Marcatori |  |

| Arbitro: | Bazzoli (Merano) |

|                          |           |               |
| Aleničev 89’ Totti 90+4’ | Marcatori | 32’ Batistuta |

| Arbitro: | Trentalange (Torino) |

|                                       |           |  |
| Edmundo 50’, 89’ Batistuta 68’, 90+2’ | Marcatori |  |

| Arbitro: | Ceccarini (Livorno) |

|                 |           |  |
| Crespo 36’, 52’ | Marcatori |  |

| Arbitro: | De Santis (Tivoli) |

|                                                      |           |                    |
| Padalino 23’ Batistuta 40’, 65’ Rui Costa 64’ (rig.) | Marcatori | 42’ (rig.) Schwoch |

| Arbitro: | Racalbuto (Gallarate) |

|                                                                  |           |                                         |
| Rastelli 12’ S. Inzaghi 29’ (rig.) Cristallini 59’ Piovani 90+4’ | Marcatori | 23’ (rig.) Rui Costa 40’ (rig.) Edmundo |

| Arbitro: | Rodomonti (Teramo) |

|                                        |           |                     |
| Padalino 5’ Batistuta 16’ Heinrich 75’ | Marcatori | 3’ (rig.) Djorkaeff |

| Bari 29 novembre 1998 11ª giornata | Bari                | 0 – 0 referto | Fiorentina | Stadio San Nicola\| Arbitro: \| Ceccarini (Livorno) \| |
| Arbitro:                           | Ceccarini (Livorno) |               |            |                                                        |

| Arbitro: | Braschi (Prato) |

|               |           |  |
| Batistuta 56’ | Marcatori |  |

| Arbitro: | Farina (Novi Ligure) |

|               |           |  |
| Batistuta 58’ | Marcatori |  |

| Arbitro: | Cesari (Genova) |

|                               |           |                            |
| Rapaić 1’ Nakata 90+5’ (rig.) | Marcatori | 10’ Robbiati 74’ Batistuta |

| Arbitro: | Collina (Viareggio) |

|               |           |  |
| Rui Costa 28’ | Marcatori |  |

| Arbitro: | Bazzoli (Merano) |

|                             |           |  |
| C. Vieri 66’ Mihajlović 90’ | Marcatori |  |

| Arbitro: | Rodomonti (Teramo) |

|                                    |           |                          |
| Batistuta 7’, 79’, 89’ Edmundo 76’ | Marcatori | 32’ O'Neill 59’ De Patre |

#### Girone di ritorno
| Arbitro: | Braschi (Prato) |

|  |           |                                        |
|  | Marcatori | 77’ Heinrich 81’ Rui Costa 83’ Edmundo |

| Arbitro: | Borriello (Mantova) |

|                                          |           |  |
| Falcone 36’ Torricelli 39’ Batistuta 83’ | Marcatori |  |

| Firenze 7 febbraio 1999 20ª giornata | Fiorentina           | 0 – 0 referto | Milan | Stadio Artemio Franchi\| Arbitro: \| Trentalange (Torino) \| |
| Arbitro:                             | Trentalange (Torino) |               |       |                                                              |

| Arbitro: | Ceccarini (Livorno) |

|          |           |  |
| Sosa 80’ | Marcatori |  |

| Firenze 21 febbraio 1999 22ª giornata | Fiorentina          | 0 – 0 referto | Roma | Stadio Artemio Franchi\| Arbitro: \| Borriello (Mantova) \| |
| Arbitro:                              | Borriello (Mantova) |               |      |                                                             |

| Arbitro: | Treossi (Forlì) |

|             |           |                |
| Di Vaio 75’ | Marcatori | 86’ Torricelli |

| Arbitro: | Rodomonti (Teramo) |

|                                   |           |            |
| Oliveira 42’ Rui Costa 55’ (rig.) | Marcatori | 64’ Stanić |

| Arbitro: | Messina (Bergamo) |

|                                     |           |                        |
| Recoba 18’, 45+2’, 90+1’ Miceli 42’ | Marcatori | 88’ (rig.) C. Esposito |

| Arbitro: | Collina (Viareggio) |

|                                |           |                       |
| Batistuta 6’ C. Esposito 90+1’ | Marcatori | 71’ (rig.) S. Inzaghi |

| Arbitro: | Trentalange (Torino) |

|                                |           |  |
| Ronaldo 45’ (rig.), 83’ (rig.) | Marcatori |  |

| Arbitro: | Rodomonti (Teramo) |

|                            |           |                             |
| Rui Costa 41’ Padalino 72’ | Marcatori | 66’ Osmanovski 89’ Guerrero |

| Arbitro: | Cesari (Genova) |

|                                            |           |  |
| Simutenkov 28’ Bettarini 62’ Kolyvanov 69’ | Marcatori |  |

| Arbitro: | Treossi (Forlì) |

|                          |           |                        |
| F. Inzaghi 24’ Conte 87’ | Marcatori | 85’ (aut.) Tacchinardi |

| Arbitro: | Rodomonti (Teramo) |

|                                                            |           |                     |
| Batistuta 40’ Rui Costa 42’, 67’ Edmundo 76’ (rig.), 90+2’ | Marcatori | 78’ (aut.) Firicano |

| Arbitro: | Bettin (Padova) |

|                                   |           |                                   |
| Montella 29’, 51’ F. Palmieri 78’ | Marcatori | 20’ (rig.) Rui Costa 41’ Heinrich |

| Arbitro: | Treossi (Forlì) |

|               |           |              |
| Batistuta 14’ | Marcatori | 27’ C. Vieri |

| Arbitro: | Pellegrino (Barcellona Pozzo di Gotto) |

|             |           |                   |
| Muzzi 90+3’ | Marcatori | 40’ (aut.) Zebina |

### Coppa UEFA
| Arbitro: | Barber |

|                  |           |           |
| Edmundo 50’, 81’ | Marcatori | 44’ Vučko |

| Spalato 29 settembre 1998 Trentaduesimi di finale - Ritorno | Hajduk Spalato | 0 – 0 referto | Fiorentina | Stadion Poljud\| Arbitro: \| Colombo \| |
| Arbitro:                                                    | Colombo        |               |            |                                         |

| Arbitro: | Poll |

|  |           |                            |
|  | Marcatori | 20’ Batistuta 48’ Robbiati |

| Arbitro: | Piraux |

|                   |           |          |
| Oliveira 12’, 38’ | Marcatori | 30’ Gren |

### Coppa Italia
| Arbitro: | Bolognino (Milano) |

|  |           |                 |
|  | Marcatori | 86’ C. Esposito |

| Arbitro: | Pirrone (Messina) |

|                             |           |  |
| Batistuta 68’ Rui Costa 81’ | Marcatori |  |

| Arbitro: | Bazzoli (Merano) |

|               |           |  |
| Batistuta 83’ | Marcatori |  |

| Arbitro: | Bolognino (Milano) |

|  |           |                                                               |
|  | Marcatori | 59’ (rig.) Rui Costa 60’ Torricelli 80’ Edmundo 87’ Batistuta |

| Arbitro: | Trentalange (Torino) |

|                                      |           |                 |
| F. Gallo 28’ Rossini 65’ Carrera 83’ | Marcatori | 8’, 34’ Edmundo |

| Arbitro: | Bettin (Padova) |

|             |           |  |
| Robbiati 9’ | Marcatori |  |

| Arbitro: | Pellegrino (Barcellona Pozzo di Gotto) |

|  |           |                               |
|  | Marcatori | 32’ C. Esposito 65’ Rui Costa |

| Arbitro: | Borriello (Mantova) |

|                         |           |                  |
| Cois 98’ Rui Costa 118’ | Marcatori | 18’, 64’ Binotto |

| Arbitro: | Messina (Bergamo) |

|            |           |               |
| Crespo 16’ | Marcatori | 81’ Batistuta |

| Arbitro: | Braschi (Prato) |

|                    |           |                       |
| Řepka 48’ Cois 62’ | Marcatori | 42’ Crespo 71’ Vanoli |

## Statistiche

### Statistiche di squadra
| Competizione | Punti | In casa | In casa | In casa | In casa | In casa | In casa | In trasferta | In trasferta | In trasferta | In trasferta | In trasferta | In trasferta | Totale | Totale | Totale | Totale | Totale | Totale | DR  |
| Competizione | Punti | G       | V       | N       | P       | Gf      | Gs      | G            | V            | N            | P            | Gf           | Gs           | G      | V      | N      | P      | Gf     | Gs     | DR  |
| ------------ | ----- | ------- | ------- | ------- | ------- | ------- | ------- | ------------ | ------------ | ------------ | ------------ | ------------ | ------------ | ------ | ------ | ------ | ------ | ------ | ------ | --- |
| Serie A      | 56    | 17      | 13      | 4       | 0       | 36      | 10      | 17           | 3            | 4            | 10           | 19           | 31           | 34     | 16     | 8      | 10     | 55     | 41     | +14 |
| Coppa Italia | -     | 5       | 3       | 2       | 0       | 8       | 4       | 5            | 3            | 1            | 1            | 10           | 4            | 10     | 6      | 3      | 1      | 18     | 8      | +10 |
| Coppa UEFA   | -     | 2       | 1       | 0       | 1       | 2       | 4       | 2            | 1            | 1            | 0            | 2            | 0            | 4      | 2      | 1      | 1      | 4      | 4      | 0   |
| Totale       |       | 24      | 17      | 6       | 1       | 46      | 18      | 24           | 7            | 6            | 11           | 31           | 35           | 48     | 24     | 12     | 12     | 77     | 53     | +24 |

### Statistiche dei giocatori
| Giocatore        | Serie A  | Serie A | Serie A     | Serie A    | Coppa Italia | Coppa Italia | Coppa Italia | Coppa Italia | Coppa UEFA | Coppa UEFA | Coppa UEFA  | Coppa UEFA | Totale   | Totale | Totale      | Totale     |
| Giocatore        | Presenze | Reti    | Ammonizioni | Espulsioni | Presenze     | Reti         | Ammonizioni  | Espulsioni   | Presenze   | Reti       | Ammonizioni | Espulsioni | Presenze | Reti   | Ammonizioni | Espulsioni |
| ---------------- | -------- | ------- | ----------- | ---------- | ------------ | ------------ | ------------ | ------------ | ---------- | ---------- | ----------- | ---------- | -------- | ------ | ----------- | ---------- |
| G. Amor Martinez | 16       | 0       | 2           | 0          | 7            | 0            | 1            | 0            | 3          | 0          | 0           | 0          | 26       | 0      | 3           | 0          |
| C. Amoroso       | 28       | 0       | 7           | 0          | 6            | 0            | 0            | 0            | 4          | 0          | 1           | 0          | 38       | 0      | 8           | 0          |
| G. Batistuta     | 28       | 21      | 4           | 1          | 9            | 4            | 0            | 0            | 4          | 1          | 0           | 0          | 41       | 26     | 4           | 1          |
| S. Bettarini     | 2        | 0       | 0           | 0          | 4            | 0            | 1            | 0            | 1          | 0          | 0           | 0          | 7        | 0      | 1           | 0          |
| E. Bigica (I)    | 7        | 0       | 1           | 0          | 2            | 0            | 0            | 0            | 2          | 0          | 0           | 0          | 11       | 0      | 1           | 0          |
| S. Cois          | 23       | 0       | 7           | 2          | 7            | 1            | 1            | 0            | 2          | 0          | 1           | 0          | 32       | 1      | 9           | 2          |
| Edmundo          | 28       | 8       | 5           | 1          | 6            | 2            | 1            | 1            | 4          | 2          | 0           | 0          | 38       | 12     | 6           | 2          |
| C. Esposito      | 15       | 2       | 3           | 0          | 6            | 2            | 1            | 0            | 2          | 0          | 1           | 0          | 23       | 4      | 5           | 0          |
| G. Falcone       | 26       | 1       | 5           | 2          | 9            | 0            | 0            | 0            | 3          | 0          | 0           | 0          | 38       | 1      | 5           | 2          |
| F. Ficini        | 13       | 0       | 1           | 0          | 1            | 0            | 0            | 0            | 0          | 0          | 0           | 0          | 14       | 0      | 1           | 0          |
| A. Firicano      | 11       | 0       | 3           | 1          | 4            | 0            | 1            | 0            | 1          | 0          | 0           | 0          | 16       | 0      | 4           | 1          |
| J. Heinrich      | 33       | 3       | 7           | 0          | 9            | 0            | 3            | 0            | 4          | 0          | 1           | 0          | 46       | 3      | 11          | 0          |
| G. Mareggini     | 1        | -2      | 0           | 0          | 0            | -0           | 0            | 0            | 0          | -0         | 0           | 0          | 1        | -2     | 0           | 0          |
| R. Mirri         | 1        | 0       | 0           | 0          | 0            | 0            | 0            | 0            | 2          | 0          | 0           | 0          | 3        | 0      | 0           | 0          |
| D. Morfeo        | 2        | 0       | 0           | 0          | 2            | 0            | 0            | 0            | 1          | 0          | 0           | 0          | 5        | 0      | 0           | 0          |
| L. Oliveira      | 30       | 2       | 2           | 0          | 8            | 0            | 1            | 0            | 1          | 0          | 0           | 0          | 39       | 2      | 3           | 0          |
| P. Padalino      | 28       | 3       | 4           | 2          | 5            | 0            | 1            | 0            | 2          | 0          | 2           | 0          | 35       | 3      | 7           | 2          |
| T. Repka         | 31       | 0       | 8           | 1          | 9            | 2            | 4            | 0            | 4          | 0          | 0           | 0          | 44       | 2      | 12          | 1          |
| A. Robbiati      | 22       | 1       | 1           | 0          | 6            | 1            | 1            | 0            | 1          | 1          | 1           | 0          | 29       | 3      | 3           | 0          |
| Rui Costa        | 31       | 10      | 5           | 0          | 8            | 4            | 1            | 0            | 1          | 0          | 0           | 0          | 40       | 14     | 6           | 0          |
| A. Tarozzi       | 15       | 0       | 1           | 0          | 4            | 0            | 0            | 0            | 3          | 0          | 0           | 0          | 22       | 0      | 1           | 0          |
| F. Toldo         | 33       | -39     | 5           | 0          | 10           | -8           | 1            | 0            | 4          | -4         | 1           | 0          | 47       | -51    | 7           | 0          |
| M. Torricelli    | 31       | 2       | 11          | 0          | 9            | 1            | 1            | 0            | 3          | 0          | 1           | 0          | 43       | 3      | 13          | 0          |